# 姜勳
姜勳 （：  Kang Hoon，1991年5月23日—），韓國男演員。原為JYP娛樂旗下演員，其後配合JYP演員部門整併，轉至npio娛樂旗下，於2021年底飾演《衣袖紅鑲邊》中充滿野心的洪國榮一角而為人熟知，也因此劇獲得MBC演技大賞男子新人獎。由2024年5月26日起，姜勳以第一代租貸成員的身份主持SBS綜藝Running Man 。2024年9月《致我的解離》，以細膩而紮實的演技和出色的角色刻畫深獲好評。姜勳自2023年3月被任命為韓國國立中央博物館第9任公關大使，於2025年4月8日，韓國國立中央博物館宣佈任命姜勳續任為第十任大使。

## 生涯

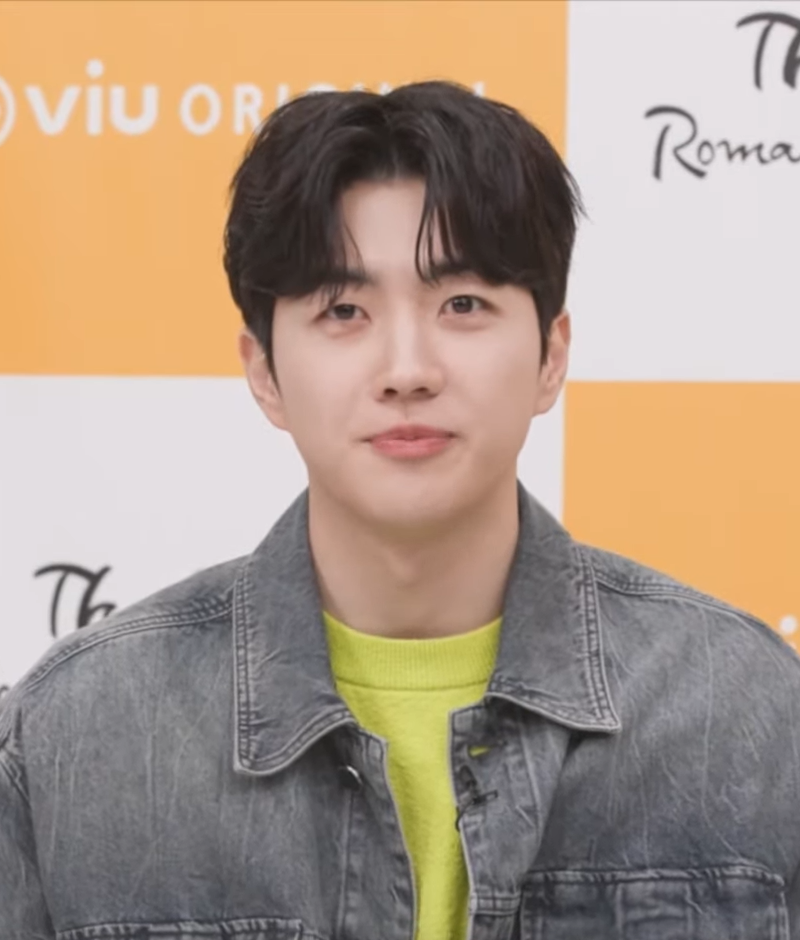
2023年的姜勳

姜勳畢業於水原大學戲劇電影學系，曾於2007年參加JYP娛樂的選拔但落敗告終，並下定決心誓要進入JYP，最後於十年後的2017年終加入公司。由於JYP在2019年將演員部整合，他與其他留下的演員轉到原JYP娛樂副社長表宗錄新成立的npio娛樂 。他曾在節目中說自己是少女時代太妍的超級粉絲，當初想成為演員是因為想見偶像一面，而且為了成為演員放棄了籃球員的夢想。
姜勳由2009年起拍攝一些短篇電影以累積知名度。2018年，他主演了由Playlist Studio製作的現代愛情短篇網絡劇《這花一般的結局》。直至2020年其間，他參與了大大小小不同的網絡劇和電視劇，但事業一直沒有太大起色，曾因此而苦惱。
2020年，姜勳出演KBS2奇幻愛情水木連續劇《快過來》，為首次有份主演的電視劇集。
2021年，姜勳因主演MBC古裝愛情金土電視劇《衣袖紅鑲邊》中充滿野心的洪國榮一角而被大眾所認識，並取得該年MBC演技大賞男子新人獎 。
2022年1月31日，姜勳與其他劇組人員《衣袖紅鑲邊》出演為觀眾因劇集完結而感到可惜的觀眾準備的新春特別節目抓住衣袖紅鑲邊，是次為他首次參加電視綜藝節目。另外於2022年2月22日，他亦參加電視綜藝節目與其他《衣袖紅鑲邊》演員出演MBC黃金漁場 Radio Star，節目內出人意表的對答使大眾開始發現他的綜藝感和幽默感。
2023年春季，姜勳主演了SBS古裝愛情月火連續劇《花書生熱愛史》 。2023年3月被任命為韓國國立中央博物館第9任公關大使。姜勳表示國立中央博物館是他來到首爾後，每當心情不好的時候常常一個人去休息的地方。成為了公關大使，感覺很好，因為我想，「我當時在這裡的擔心沒有白費。」我的父母也很高興。
2023年夏季，姜勳以忙內身份參加由龍屬相俱樂部-頑童老友記原班人馬主持JTBC的快遞在蒙古蒙古。雖然姜勳和龍屬俱樂部金鐘國、張赫、車太鉉、洪京民和洪景仁1976年出生的大前輩相差近十五歲，但他可愛、直率、膽小和愛頂嘴的性格深受大前輩愛戴，各人互動猶如父親愛護和教導孩子一樣，引來不少笑點 。2023年9月，姜勳主演了Netflix 時空穿越浪漫劇《走進你的時間》。
由於在快遞在蒙古蒙古結下的緣份，姜勳在金鐘國積極牽線和Running Man 製作人崔寶弼推薦下 ，2024年5月26日起以第一代租賃成員身份開始主持SBS綜藝Running Man，他愛頂嘴和與樣貌不符的表現造就了不少笑點，並於主持的第一集播出後成為熱搜關注第一位。2024年中，姜勳接拍了ENA的《致我的解離》，憑藉細膩紮實的演技，刻畫了角色的情緒變化，獲得了好評。
2025年4 月8日，韓國國立中央博物館宣佈任命姜勳續任為第十任大使，連續兩任（2023年3月～2025年3月_為韓國國立中央博物館第9任公關大使）。

## 影視作品

### 電視劇
| 年份   | 電視台        | 劇名                                            | 角色           | 備註     |
| 2018年 | SBS           | 《如果是她的話》                                | 池政韓         | 配角     |
| 2019年 | tvN           | 《當惡魔呼喊你的名字時》                        | 重考生         |          |
| 2019年 | MBC           | 《新入史官丘海昤》                              | 玄鏡嚜         | 配角     |
| 2019年 | JTBC          | 《18歲的瞬間》                                  | 馬輝英的哥哥   | 特別出演 |
| 2020年 | KBS2          | 《快過來》                                      | 高斗植         | 主演     |
| 2021年 | tvN           | 《你是我的春天》                                | 姜太情         | 配角     |
| 2021年 | MBC           | 《衣袖紅鑲邊》                                  | 洪德老         | 主演     |
| 2022年 | tvN           | 《二十五，二十一》                              | 白易玄（成年） | 特別出演 |
| 2022年 | tvN           | 《小女子》                                      | 河宗浩         | 配角     |
| 2023年 | SBS           | 《花書生熱愛史》                                | 金是姴         | 主演     |
| 2023年 | Netflix       | 《走進你的時間》                                | 鄭仁圭         | 主演     |
| 2024年 | ENA GenieTV   | 《致我的解離》                                  | 姜周延         | 主演     |
| 2025年 | LG U+ Disney+ | 《拿著手術刀的獵人》                            | 鄭正賢         | 主演     |
| 2025年 | SBS           | 《我們的電影》                                  |                | 特別演出 |
| 2025年 | tvN           | 《阿修羅.巴爾巴塔》 아수라 발발타 AsuRrBalBalTa | 姜泰久         | 主演     |
| 2026年 | tvN           | 《最愛的社員》최애의 사원 My Favourite Employee | 姜夏基         | 主演     |

### 網路劇
| 年份   | 頻道        | 劇名                     | 角色             | 備註     |
| 2016年 | MUSTAG／MBC | 《사랑을 말하다》        | 韩镇宇           | 配角     |
| 2017年 | MUSTAG      | 《옆방여자 앞방남자》    | 南勳             | 主演     |
| 2017年 | KOK TV      | 《辦公室的鐘》           | 金京俊           | 主演     |
| 2017年 | JTBC        | 《魔術學校》             | 禹利電影中的演員 |          |
| 2018年 | Playlist    | 《就算微不足道也沒關係》 | HR人員           |          |
| 2018年 | Playlist    | 《這花一般的結局》       | 劉賢修           | 主演     |
| 2021年 | Playlist    | 《서연대X레반》          | 劉賢修           | 特別出演 |

### 短篇及網路電影
| 年份   | 電影名稱                                              | 角色         | 備註                               |
| 2009年 | 《고리》                                              |              | [ 26 ]                             |
| 2011年 | 《和蒂芬妮永遠在一起》 （티파니와 영원히）            | 蒂芬妮藍     | [ 27 ]                             |
| 2014年 | 《野餐》 （피크닉）                                   | 煦尼         | Chungchun Crazy Film Festival 2014 |
| 2015年 | 《我心中映出的自己》                                  | 爸爸（少年） | 第16屆全州國際影展競賽短片         |
| 2015年 | 《你的意義》 （너의 의미）                            |              | [ 26 ]                             |
| 2016年 | 《不知你我今後將是陌路》 （이제 너 남 인줄도 모르고） |              | [ 30 ]                             |

## 節目出演

### 电视綜藝主持
| 播出日期                | 电视台 | 節目名稱       | 集數     | 備註                                             |
| 2023年8月18日—10月13日  | JTBC   | 快遞在蒙古蒙古 | 全輯     | 與金鐘國、張赫、車太鉉、洪京民、洪景仁共同出演。 |
| 2024年5月26日 - 7月21日 | SBS    | Running Man    | E706-714 | 首位Running Man租賃成員                          |

### 其他电视綜藝
| 播出日期               | 电视台        | 節目名稱                  | 集數     | 備註                                                                                  |
| 2022年1月31日          | MBC           | 抓住衣袖紅鑲邊            |          | 為劇集《衣袖紅鑲邊》完結感到可惜的觀眾而做的新春特別節目                              |
| 2022年2月22日          | MBC           | 黃金漁場 Radio Star       | E755     | 與劇集《衣袖紅鑲邊》其他演員以嘉賓身份參加                                            |
| 2023年4月9日           | SBS           | Running Man               | E649     | 與辛叡恩 Running Man X 花書生熱愛史－你認識花書生嗎？                                 |
| 2023年5月14日、5月21日 | SBS           | Running Man               | E654-655 | E654下半部分 與曹世鎬 2023昭旻的選擇競賽                                              |
| 2023年8月27日、9月3日  | SBS           | Running Man               | E669-670 | E669下半部分 仲夏夜的名偵探                                                           |
| 2024年3月24日          | SBS           | Running Man               | E697     | 金鐘國隊邀請加入,2024第一屆室內足球Running盃 與強納森·伊翁比、吳夏榮（Apink）、馬善浩 |
| 2024年4月21日          | SBS           | Running Man               | E701     | 2024第二屆室內足球Running盃 與馬善浩、金東炫、強納森·伊翁比、徐恩光（BTOB）、裴惠智   |
| 2024年10月9日          | Youtube JTBC2 | 娜勑式나래식              | E04      | We're not communicating at all... But I love it                                       |
| 2024年12月21日         | tvN           | 驚人的星期六 놀라운토요일 | E346     | 溫暖的聖誕節 - 與 宋建熙、柳善浩                                                      |
| 2025年1月5日           | SBS           | Running Man               | E734     | 以"嘉賓"身份參加 與2024分手的決心                                                     |
| 2025年6月21日          | tvN           | 驚人的星期六 놀라운토요일 | E371     | 獵人們 - 與 朴柱炫、柳承秀                                                            |
| 2025年6月26日          | tvN           | Handsome Guys 핸썸가이즈  | E29      | 新帥哥 - 與朴柱炫                                                                     |

### 網路綜藝
| 播出日期              | 網路平台        | 節目名稱                                      | 集數 | 備註                                                     |
| 2018年2月-3月         | Studio Lululala | 不知何方歐巴(이옵빠몰까/Who Dat Boy) (第二季) |      | JTBC數位頻道，與鄭乾柱等男演員共同出演。                 |
| 2019年3月22日-6月14日 | Youtube         | 四方旅行：西班牙篇                            | 1-12 | JYP Pictures自製旅行真人實境秀，與尹博和辛叡恩共同出演。 |

## 獲獎及提名列表
| 年度   | 頒獎典禮               | 獎項                                  | 作品         | 結果 |
| 2021年 | MBC演技大獎            | 男子新人獎                            | 衣袖紅鑲邊   | 獲獎 |
| 2021年 | MBC演技大獎            | 迷你劇部門 男子優秀演技獎             | 衣袖紅鑲邊   | 提名 |
| 2022年 | 2022年品牌客戶忠誠度獎 | 男演員（新星）                        | 衣袖紅鑲邊   | 獲獎 |
| 2022年 | 2022亞洲模特兒大獎     | 年度最佳新秀獎                        | 衣袖紅鑲邊   | 獲獎 |
| 2023年 | SBS演技大奖            | 迷你連續劇愛情喜劇部門 男子優秀演技獎 | 花書生熱愛史 | 提名 |
| 2025年 | 2025韓國第一品牌大獎   | 男演員（熱門趨勢)                     | 致我的解離   | 獲獎 |
| 2025年 | 2024 SBS演技大賞       | 新星獎                                | Running man  | 獲獎 |

## 外部連結
- 官方网站
- 姜勳的Instagram帳戶
- 姜勳在NAVER上的资料
- 姜勳在Daum上的资料
- 姜勳在韩国电影数据库（KMDb）上的資料（韓語）
- 姜勳在互联网电影资料库（IMDb）上的資料（英文）
- 姜勳在HanCinema的頁面（英文）

| 年度   | 頒獎典禮               | 獎項                                  | 作品         | 結果 |
| 2021年 | MBC演技大獎            | 男子新人獎                            | 衣袖紅鑲邊   | 獲獎 |
| 2021年 | MBC演技大獎            | 迷你劇部門 男子優秀演技獎             | 衣袖紅鑲邊   | 提名 |
| 2022年 | 2022年品牌客戶忠誠度獎 | 男演員（新星）                        | 衣袖紅鑲邊   | 獲獎 |
| 2022年 | 2022亞洲模特兒大獎     | 年度最佳新秀獎                        | 衣袖紅鑲邊   | 獲獎 |
| 2023年 | SBS演技大奖            | 迷你連續劇愛情喜劇部門 男子優秀演技獎 | 花書生熱愛史 | 提名 |
| 2025年 | 2025韓國第一品牌大獎   | 男演員（熱門趨勢)                     | 致我的解離   | 獲獎 |
| 2025年 | 2024 SBS演技大賞       | 新星獎                                | Running man  | 獲獎 |